# Droga
«Droga» (Дорога) — сингл української співачки Ірини Білик, який був виданий у 2002 році, у Польщі на підтримку альбому Biłyk.

## Трек-лист
| #  | Назва                       | Тривалість |
| -- | --------------------------- | ---------- |
| 1. | «Droga (Wersja oryginalna)» | 3:34       |